# Максимов, Николай Гордеевич
Николай Гордеевич Максимов (1911—1941) — стрелок 4-й роты 2-го батальона 1075-го стрелкового полка 316-й стрелковой дивизии 16-й армии Западного фронта, красноармеец, Герой Советского Союза. Награждён орденом Ленина.

## Биография
Родился 5 июля 1911 года в посёлке Мордовский (современная Ульяновская область) в семье рабочего Гордея Максимова. Русский.
Образование начальное. С 1933 года Николай Максимов проживал в городе Алма-Ата, где изготавливал декорации для театра. В июне 1941 года был призван в Красную Армию.
16 ноября 1941 года у разъезда Дубосеково Волоколамского района Московской области Николай Максимов в составе группы истребителей танков участвовал в отражении многочисленных атак противника, было уничтожено 18 вражеских танков. Данное сражение вошло в историю, как подвиг 28 героев-панфиловцев. В этом бою Николай Максимов погиб.
Указом Президиума Верховного Совета СССР «О присвоении звания Героя Советского Союза начальствующему и рядовому составу Красной Армии» от 21 июля 1942 года за «образцовое выполнение боевых заданий командования на фронте борьбы с немецкими захватчиками и проявленные при этом отвагу и геройство» удостоен посмертно звания Героя Советского Союза.

## Награды
- Герой Советского Союза (21 июля 1942) — за образцовое выполнение боевых заданий Командования на фронте борьбы с немецкими захватчиками и проявленные при этом отвагу и геройство
- Орден Ленина (21 июля 1942) — за образцовое выполнение боевых заданий Командования на фронте борьбы с немецкими захватчиками и проявленные при этом отвагу и геройство

## Память

Памятник-бюст Максимова Н. Г. (Ст. Майна).

- Памятник-бюст Максимова Н. Г. (Ст. Майна).В 1966 году в Москве в честь панфиловцев была названа улица в районе Северное Тушино, где установлен монумент.
- В их честь в 1975 году также был сооружен мемориал в Дубосеково.
- В деревне Нелидово (1,5 км от разъезда Дубосеково), установлен памятник и открыт Музей героев-панфиловцев.
- В городе Алма-Ата, родном для панфиловцев, есть парк имени 28 гвардейцев-панфиловцев, в котором расположен монумент в их честь.
- Упоминание о 28 «самых храбрых сынах» Москвы вошло также в песню «Дорогая моя столица», ныне являющуюся гимном Москвы.
- В честь героя в августе 1975 года Херсонским судостроительным заводом был построен теплоход «НИКОЛАЙ МАКСИМОВ»
- В 2005 году был установлен бюст Максимову Николаю в Аллее Героев рабочего посёлка Старая Майна Ульяновской области